# スーパーポリス
『スーパーポリス』は、1985年4月13日から7月20日まで、TBS系列で放送された刑事ドラマである。放送時間は毎週土曜日21:00 - 21:54(JST) 。全15話。
『キイハンター』や『Gメン'75』と同じく、「近藤照男プロデューサー&東映」チームにより制作された。

## 概要
現役のテレビキャスターや警察学校をクビになった若者などを集めた特別捜査チームという設定が特色であり、レギュラー出演者は『キイハンター』『Gメン'75』に主演した丹波哲郎を筆頭に、『西部警察 PART-II』の三浦友和や『太陽にほえろ!』以来の刑事ドラマ出演となった小野寺昭、若手には特撮ドラマで実績を持つ卯木浩二や森永奈緒美を抜擢するなど、幅広い人選がなされた。第6話よりOPタイトルに「それは、－自由な魂と強い意志とやさしい愛の仲間たち－」とのテロップが挿入された。
当初は、1985年9月21日までの、全24回の放送予定で開始されたが、途中の路線変更によって内容的に既存の刑事ドラマと変わらなくなり、視聴率の面でも8％（ビデオリサーチ・関東地方、第7話までの平均）と苦戦し奇抜な設定やキャスティングの人選の効果も生かされず、6月には終了が決定し、約4か月の全15話で放送は終了した。
番組のエンディングには渡辺美里のデビュー曲「I'm Free」（ケニー・ロギンスのカヴァー曲）が使用され、また、アメリカのテレビ映画のようにキャストを小林克也が流暢な英語で読み上げるなど一風変った演出が取り入れられた。
打ち切りとなったドラマではあるが、1986年春頃にCBCの平日深夜で、同年12月にTBSの平日14時台でそれぞれ再放送が行われた。ほぼ同時期にテレビユー福島でも毎週土曜14時に再放送された。また、2011年6月にCS放送のファミリー劇場で第13話を除いた全14話が放送された。

## キャスト
- 瀬島警視正 - 丹波哲郎
- 沢村高明警部補 - 三浦友和
- 水上涼子 - かとうかずこ（現・かとうかず子）
- ジミー佐藤 - ウガンダ
- 青山大介 - 山下規介
- 原田三平 - 卯木浩二
- 山口ユミ - 森永奈緒美
- 金沢美津子婦警 - 藤田紗江子
- 大滝刑事 - 小林稔侍（第9・13・15話）
- 深町警部 - 小野寺昭
- ナレーション - 小林克也

## 主題歌
「I'm Free」
作詞 - ディーン・ピッチフォード（日本語詞 - 康珍化） / 作曲 - ケニー・ロギンス / 歌 - 渡辺美里（レーベル - Epic・ソニー）

## スタッフ
- プロデューサー - 近藤照男、樋口祐三(TBS)
- 構成 - 深作欣二、佐藤純彌
- 音楽 - 義野裕明
- 撮影 -下村和夫、他
- 助監督 -宮坂清彦、他
- プロデューサー補 - 蓑輪雅夫、河瀬光
- 選曲 - 山本逸美
- 音響効果 - 橋本正二（宮田音響）
- 仕上製作 - 映広
- 現像 - 東映化学
- スタント - 高橋レーシング
- アクション - 金田治（ジャパン・アクション・クラブ）
- 製作協力 - 東映
- 製作 - 近藤照男プロダクション、TBS

## 放映リスト
| 話数   | 放送日 (1985年) | サブタイトル                     | 脚本         | 監督            | ゲスト                                                                    |
| ------ | --------------- | -------------------------------- | ------------ | --------------- | ------------------------------------------------------------------------- |
| 第1話  | 4月13日         | 今晩は!ヤクザINアメリカ          | 高久進       | 山内柏 下村和夫 | 高岡健二、根本律子、梅津栄、団巌、 堀礼文、栗原敏、高橋利道、釼持誠       |
| 第2話  | 4月20日         | ギャー!大列車ギャング出現!       | 西島大       | 瀬川昌治        | 小野みゆき、藤堂新二、西田健、中田譲治、なべおさみ                        |
| 第3話  | 4月27日         | BOM!!女と男とオートバイ          | 長田紀生     | 小松範任        | 小宮久美子、安岡力也                                                      |
| 第4話  | 5月4日          | Oh!女子大寮で張込み生中継        | 西島大       | 山内柏          | 奈良富士子、大出俊、森大河、吉岡ひとみ、なべおさみ                        |
| 第5話  | 5月11日         | ビバリーヒルズコップ現わる!!     | 高久進       | 小松範任        | ジョニー大倉                                                              |
| 第6話  | 5月18日         | 密室 女はそれを?ガマンできない!! | 長田紀生     | 下村和夫        | 原田大二郎、里見和香、監物房子、山浦栄、五野上力                          |
| 第7話  | 5月25日         | 危機一髪!うちの女房にかぎって!   | 高久進       | 山内柏          | 山口いづみ、阿藤海、光石研、出光元、立原柊子                              |
| 第8話  | 6月1日          | 暗闇でドッキリ 私は見た!         | 長田紀生     | 瀬川昌治        | 芦川よしみ、内田勝正、コロッケ、ウィリー・ドーシー                        |
| 第9話  | 6月8日          | 1万円札ミステリー案内            | 山浦弘靖     | 小山幹夫        | 寺田農、中島葵、好井ひとみ、平野稔、五野上力                              |
| 第10話 | 6月15日         | フラッシュダンス殺人事件         | 高久進       | 小松範任        | 新井康弘、余貴美子、三角八朗、大地康雄、山浦栄                            |
| 第11話 | 6月22日         | 罠 それはキッスで始まった!       | 長田紀生     | 瀬川昌治        | 沖田浩之、香川三千、アパッチけん、 梅津栄、中田博久、高品正宏             |
| 第12話 | 6月29日         | 見てろ女ども!ダサい男の復讐      | 高久進       | 山内柏          | 畑中葉子、磯村健治、岡幸恵、木村修、藤田明美、小川乃り子                  |
| 第13話 | 7月6日          | 悩殺!盗まれた女の日記            | 酒井あきよし | 小山幹夫        | 清水健太郎、阿部祐二                                                      |
| 第14話 | 7月13日         | 黙れ!芸能レポーター殺人事件      | 長田紀生     | 下村和夫        | 北詰友樹、竹井みどり、辻三太郎、うえずみのる、 岡幸恵、小川乃り子、木村修 |
| 第15話 | 7月20日         | サヨナラ素晴らしき男と女たち     | 酒井あきよし | 瀬川昌治        | 范文雀、伊吹剛、多賀啓司、西沢利明、 中田譲治、浅見小四郎、戸沢佑介       |